# Antvorskov Kloster
Antvorskov “kloster” er ruinerne af et klosteranlæg sydøst for Slagelse. Slottet blev anlagt ca. 1170 af den katolske Johanniterordenen. Da Johanniterbrødrene ikke var munke, nævnes deres bosættelser ikke som et kloster, men som "gård" eller "slot". Ved reformationen overgik ejendommen, som alt andet kirkegods, til kronen. Kong Frederik 2. valgte at omdanne ordenshuset til kongebolig, og døde her i 1588. Det blev gradvis revet ned, og de sidste rester forsvandt i 1816. I dag fremstår bygningen som en ruin.

## Historie
Antvorskov Kloster blev grundlagt af Valdemar den Store, men selve året for grundlæggelsen er ikke kendt. Det var et slot og hospital af Johanniterordenen, der dengang var nystiftet, og formodentlig det første af denne gejstlige ridderorden, der oprettedes i Norden; dets prior var tillige overhoved for alle ordenens andre bosættelser i Skandinavien. I Antvorskov Slots segl stod Johannes Døbers hoved mellem to dobbeltkors; i ordenens banner sås et hvidt kors på rød grund, og det er muligt, at Dannebrog stammer herfra[kilde mangler].
Der var to priorer, hospitalsprioren og kirkeprioren; den førstnævnte var den øverste, og nød så megen anseelse, at han ofte havde sæde i rigsrådet. Af ordenens tre klasser er det næppe rimeligt, at der har været riddere i Danmark, derimod præster og tjenende brødre[kilde mangler]; Johanniterbosættelserne var dog særlig yndede af adelen, og mangen adelsmand indgav sig deri, når han blev gammel. På den vis erhvervede Antvorskov "Kloster" et overordentlig stort gods; måske var det den rigeste ordensbosættelse i hele Danmark[kilde mangler].
Derimod var der ikke i Antvorskov Kloster det litterære liv som i andre klostre, og mindeværdigt er det kun, at Hans Tausen var bror her, da han sendtes udenlands; stærkt påvirket af Martin Luther rendte han hjem og blev, da dette trådte frem, af prioren sendt til Johanniterhuset i Viborg. Efter reformationen vedblev prioren at styre klostret; men mens brødrene efterhånden uddøde, gik indtægterne i kongens kasse, og 1580 indsattes en verdslig lensmand og klostret var sekulariseret. Af de gamle bygninger har man ved udgravninger fremdraget ret betydelige levninger.
Da Antvorskov Kloster var kommet ind under verdslig styrelse, forlenede Frederik 2. det 1580 til en af sine yndlinge, den mecklenburgske adelsmand, Peder Reedtz, der samme år tillige fik Sorø Kloster i forlening. Samtidig begyndte en ombygning, hvorved det gamle kloster forandredes til et kongeligt slot; idet Frederik 2., for hvem Antvorskov Kloster lå såre bekvemt, når han på sine stadige rejser omkring i landsdelene var kommet over bæltet fra Nyborg, agtede selv at bruge stedet som kongebolig. Dets beliggenhed i de store, jagtrige skove har vel også haft sin betydning for ham[kilde mangler]. Da kongen besluttede at benytte Antvorskov Kloster som kongebolig, blev det tidligere hospital på klostret lagt ind under Slagelse Hospital, som fremtidig af Antvorskov Kloster skulle nyde vederlag for at føde og klæde 50 lemmer og 12 skolepeblinge.
I 1584 var ombygningen – ved hvilken kirketårnet var blevet forsynet med et meget højt spir – for så vidt fuldendt, at herredagen kunne holdes i juli måned, hvorefter Frederik 2. lod sin søn prins Christian (4.) hylde i Ringsted. Prinsen sattes i august i skole i Sorø, og Frederik 2., der i december for længere tid tog ophold på Antvorskov Kloster, kunne her føre tilsyn med sin søns opdragelse. I april 1585 lod han utstede et åbent brev, hvor han forbød at omtale Antvorskov som et kloster, som "vort og kronens kloster Antvorskov eller ved andet navn end vort og kronens slot, Antvorskov Slot". Skulle nogen forglemme sig, var bøden en levende okse.
Antvorskov klosters glansperiode som kongeligt slot var kun kort. Den var forbi med Frederik 2.s død, som indtraf på Antvorskov Kloster 4. april 1588. Efter kongens død blev Antvorskov lavet om til et kongeligt fadeburslen. Christian 4., hvis nybygninger snart måtte stille Antvorskov Kloster i skygge, opholdt sig kun her på gennemrejse og undertiden, når epidemier gjorde opholdet andensteds på Sjælland utilrådeligt. I 1619 blev herredagen af den grund afholdt på Antvorskov Kloster. I slutningen af Christian 4.s regering synes Antvorskov Kloster at være kommet stærkt i forfald; under Svenskekrigen 1657-60 blev det yderligere medtaget. Kirken blev lukket i 1684, de kirkesøgende henvistes til Skt. Peders Kirke i Slagelse.

## Grevskabet Antvorskov
En bedre tid syntes at oprinde for Antvorskov Kloster, da Frederik 4. i 1703 gjorde lenet til et grevskab for sin hustru til venstre hånd, Elisabeth Helene von Vieregg. Hun døde imidlertid året efter, og blev efterfulgt i 1704 af sin søn og arving, Frederik Gyldenløve. Han døde imidlertid allerede den 9. marts 1705, hvorfor grevskabet gik tilbage til kronen.
Antvorskov Kloster, der fra 1662 var blevet bolig for amtmanden over Antvorskov Amt, var i perioden 1717-63 et af landets 12 rytterdistrikter. Indtægterne fra disse distrikter var det økonomiske grundlag for den nationale hær, og soldaterne blev indkvarteret på det gamle slot. Kirken blev genåbnet i 1722.
Men i 1774 blev Antvorskov solgt på auktion og delt op i ni herregårde. En af disse førte navnet videre indtil 1806, hvor den blev delt op i mindre enheder. Af klosterbygningerne er der i dag stort set intet tilbage, da de sidste rester forsvandt 1816, men nogle tilknyttede bygninger af munkesten fra 1100-tallet blev genfundet i 1887 og henligger som ruiner på tomten.

## Lensmænd
- 1580-1589: Peder Reedtz
- 1589-1596: Christian Friis (senere Christian 4.s kansler)
- 1596-1620: Ebbe Munk
- 1620-1631: Ernst Nordmand
- 1631-1655: Wentzel Rothkirch
- 1656-1662: Hugo Lützow (også amtmand 1662-93, se Antvorskov Amt)